# Crest (emblema militare)
Il crest nel linguaggio militare italiano è una riproduzione realizzata in ottone, bronzo o comunque metallo, dello stemma araldico di un reparto militare, o di una unità militare. Lo stemma viene tipicamente posto su una targa in legno a forma di scudo e l'oggetto viene utilizzato come ricordo di un ente o di una nave.
Il nome crest nella terminologia araldica anglofona rappresenta invece il cimiero, ma anche in quella lingua viene talvolta confuso con lo stemma di cui fa parte, che più propriamente viene detto coat of arms. Da questo uso, è poi passato nella terminologia militare italiana per indicare la riproduzione.
I crest vengono solitamente donati come ricordo a personalità in visita al corpo o a una nave, a personale che lascia il servizio, ai frequentatori di un corso, al termine, ma sono anche scambiati in occasione di visite a reparti o navi militari, incontri ed esercitazioni fra diversi corpi. A volte decorano intere pareti di uffici o comandi militari ed esistono anche collezionisti che alimentano un vero e proprio mercato di questi oggetti.
Le riproduzioni chiamate in italiano "crest", da sempre molto diffuse nel mondo militare anglofono, nella Marina Militare italiana hanno cominciato ad essere utilizzati a partire dagli anni sessanta e sono oggi in uso presso tutti i corpi militari.

## Galleria d'immagini

Il crest dell'incrociatore italiano Vittorio Veneto (550)
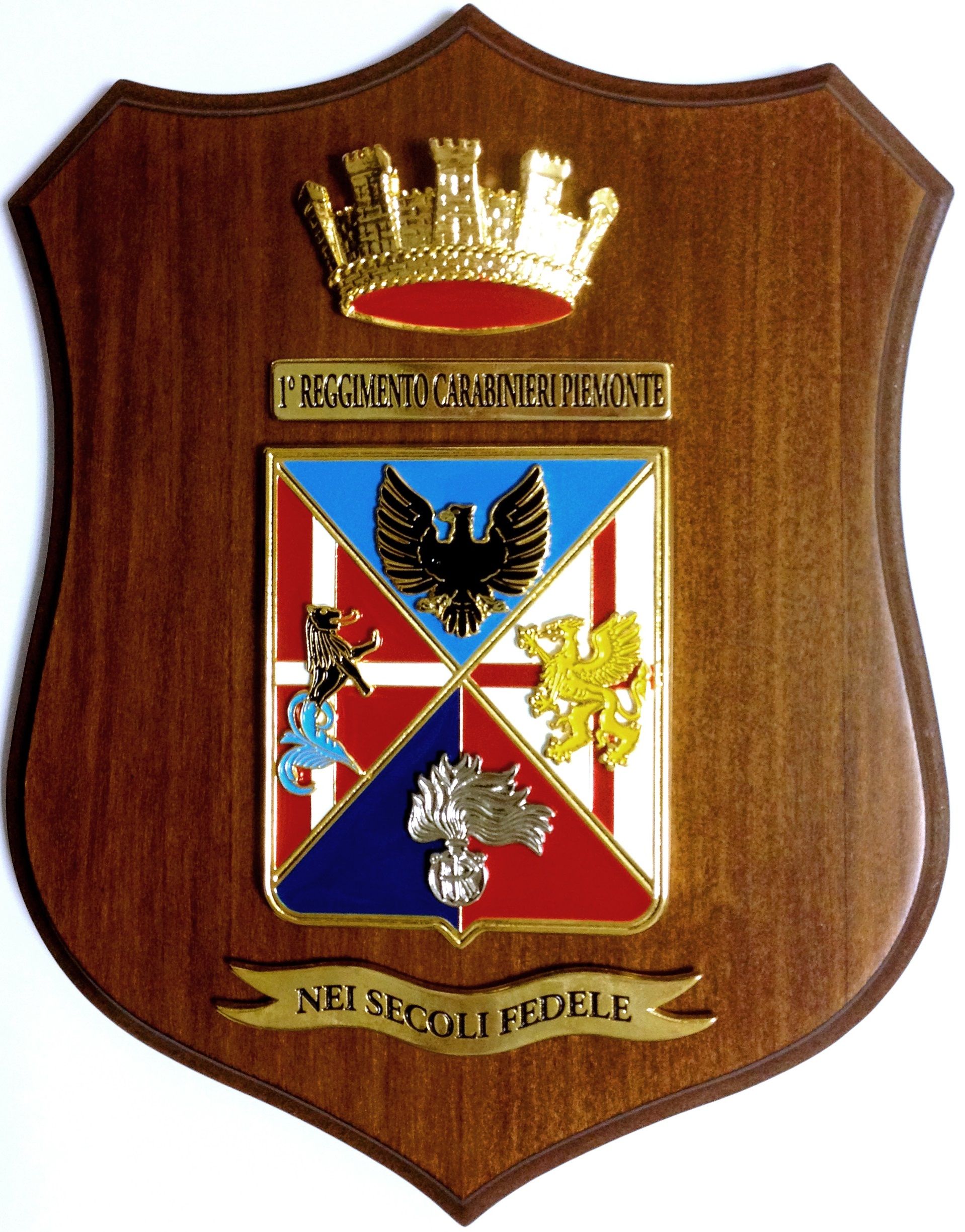
Crest del 1º Reggimento carabinieri "Piemonte"
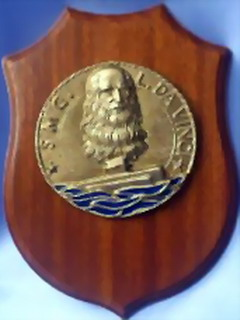
Il crest del sommergibile Leonardo da Vinci (S 520)
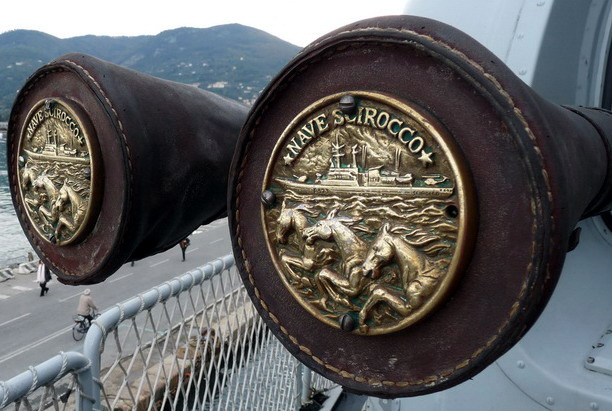
Due crest della fregata Scirocco (F 573) ornano i tappi di volata delle mitragliere DARDO di bordo